# Radola Gajda

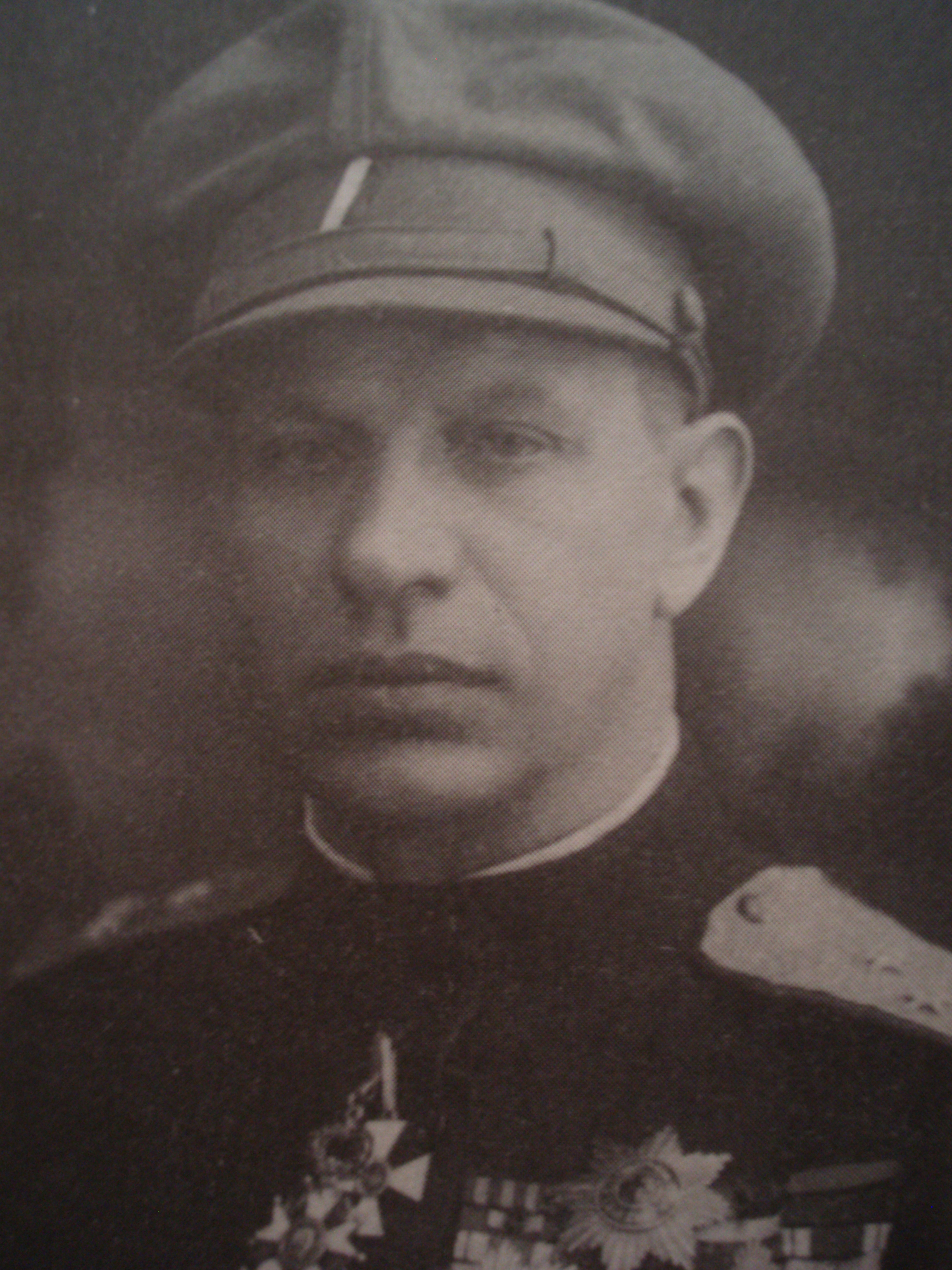
Radola Gajda

Radola Gajda (eigentlich Rudolf Geidl, * 14. Februar 1892 in Kotor, Königreich Dalmatien (heute zu Montenegro); † 15. April 1948 in Prag) war ein tschechoslowakischer Offizier, der in den Tschechoslowakischen Legionen auf Seiten der Weißen Armee im Russischen Bürgerkrieg gegen die Sowjets kämpfte. Von 1926 bis 1939 war er Parteiführer der faschistischen Národní obec fašistická (NOF).

## Leben
Gajda war Sohn eines k.u.k. Offiziers und einer montenegrinischen Adligen. Nach dem Gymnasialbesuch in Kyjov (Mähren) und Kotor (Süddalmatien) leistete er den einjährigen Militärdienst in Mostar. Als Fähnrich der k.u.k. Armee diente er im Ersten Weltkrieg, wurde im September 1915 bei Višegrad in Bosnien gefangen genommen und wechselte die Seiten. 
Erst Mitglied der montenegrinischen Armee, schloss er sich 1916 der Serbischen Freiwilligendivision an und kämpfte ab 1917 als Mitglied der Tschechoslowakischen Legionen auf Seiten der Weißen Armee im Russischen Bürgerkrieg gegen die Sowjets. Als jüngster General der tschechoslowakischen Legionen erreichte er große Bekanntheit. Er bewährte sich im Juli 1917 in der Schlacht bei Zborów, kommandierte Teile der Einheit bei der Übernahme der Transsibirischen Eisenbahn 1918 und kommandierte sogar eine Armee Koltschaks in dessen Kampagne 1919.
Gajda erhielt die Tschechoslowakische Interalliierte Siegesmedaille 1919.

### Zwischenkriegszeit
Nach Ende seines Einsatzes in Russland kehrte er im Februar 1920 in die nun unabhängige Tschechoslowakei zurück. Er absolvierte von 1920 bis 1922 ein Studium an der französischen Kriegsakademie in Paris. Anschließend übernahm er das Kommando der 11. Division der neu aufgebauten Tschechoslowakischen Armee in Košice. Ab 1924 diente er im Hauptstab der Verteidigungsstreitkräfte in Prag als Stellvertreter des französischen Stabschefs Eugène Mittelhauser. Im März 1926 wurde Gajda zum amtierenden Chef des Hauptstabes befördert.
Mitte der 1920er-Jahre wandte sich der hochdekorierte Generalmajor dem Faschismus zu. 1926 gründete er die Nationale Faschistische Gemeinschaft (Národní obec fašistická), die nach dem Modell der Partei Benito Mussolinis aufgebaut war. Gajda vertrat mit seiner Bewegung eine stark antideutsche und gleichzeitig antijüdische Position. Im August 1926 wurde Gajda aus dem Militärdienst in den Ruhestand versetzt, im Dezember desselben Jahres bekam er seinen Generalsrang aberkannt. 1927/28 kam es zu mehreren Prozessen.
Im Januar 1933, einige Tage vor der Machtergreifung Hitlers in Deutschland, führte Gajda mit seiner Bewegung einen erfolglosen faschistischen Putsch im Brünner Stadtbezirk Židenice (Schimitz) durch, den sogenannten Putsch von Židenice (Židenický puč). In der Zweiten Republik wurde Gajdas faschistische Bewegung 1938 in die Partei der Nationalen Einheit (Strana národní jednoty) eingegliedert.

### Okkupationszeit und Zweiter Weltkrieg
Am 15. März 1939, dem Tag der deutschen Zerschlagung der Tschechoslowakei, nahm Gajda Kontakt mit General Eccard von Gablenz in Prag auf, stellte sich ihm als Vorsitzender des tschechischen Nationalkomitees vor und versprach ihm Loyalität und Zusammenarbeit. Nach einer Intervention von Präsident Hácha, der den deutschen Vertretern erklärte, dass Gajda und sein Komitee sein Vertrauen nicht genossen, endigten die Kontakte zwischen Deutschen und der Organisation Národní souručenství. Während der Besatzungszeit im Zweiten Weltkrieg wurde Gajda von der Gestapo wegen des Verdachts, subversive Aktivitäten zu betreiben, festgehalten. 
Nach der Befreiung des Landes durch die Rote Armee wurde er am 12. Mai 1945 vom NKWD wiederum eingesperrt und verlor während des Verhörs seine Sehkraft. Im April 1947 forderte Staatsanwalt Josef Urválek bei seinem Prozess wegen „Förderung von Faschismus und Nazismus“ eine lebenslange Strafe. Er erhielt jedoch nur eine zweijährige Gefängnisstrafe und konnte das Gefängnis kurze Zeit darauf verlassen. Mittellos und vergessen starb er einige Monate später.

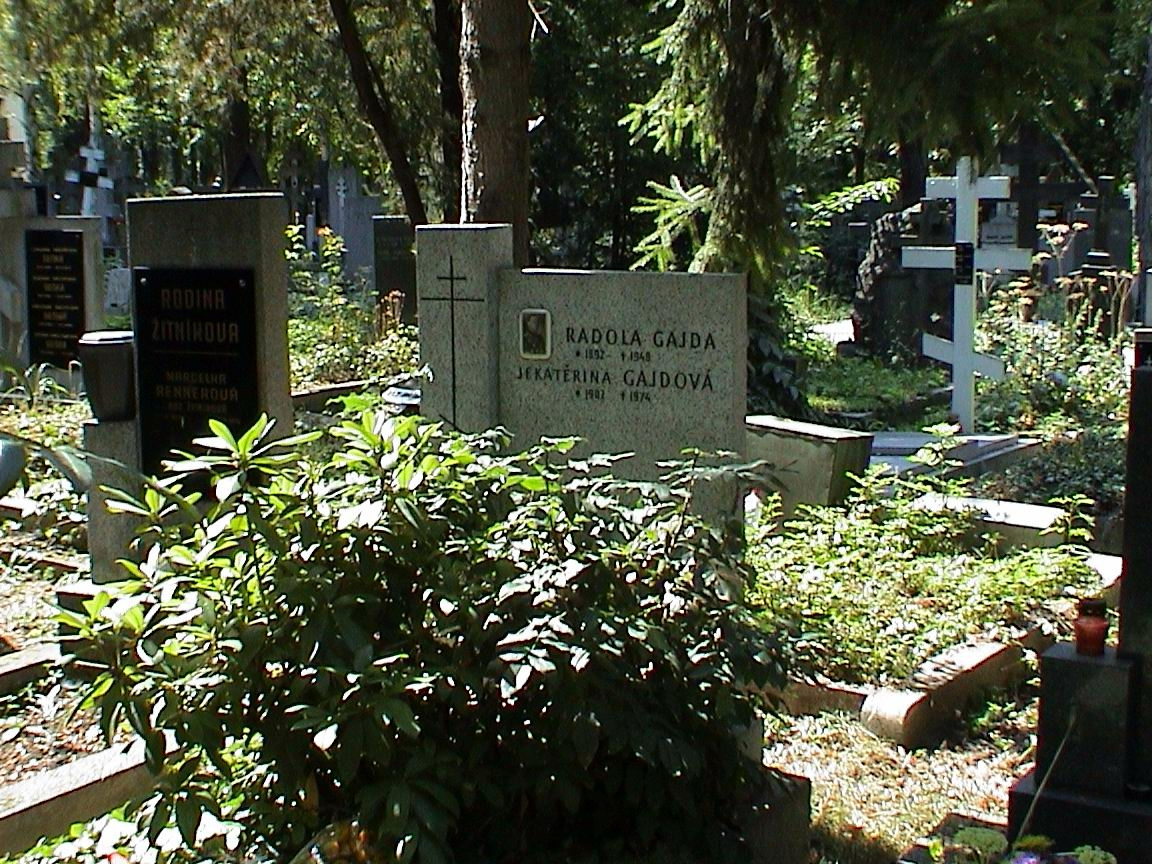
Das Grab von Radola Gajda. Die Aufnahme stammt aus dem Jahr 2003.

Sein Grab auf dem Olšany-Friedhof in Prag wurde im April 2007 verwüstet.

## Werke
- Moje paměti: Generál ruských legií R. Gajda. Československá anabase zpět na Ural proti bolševikům Admirál Kolčak. 4. vydání, Jota, Brno 1996, ISBN 978-80-7217-584-0 (tschechisch).